# Sala Baganza Baseball Club
Il A.S.D Sala Baganza baseball è una società italiana di baseball fondata a Sala Baganza nel 1970. È iscritta al campionato italiano di baseball di Serie B.

## Organigramma

### Dirigenza
- Presidente: Giuseppe Oppici
- Vicepresidente: Daniele Delfrate
- Segretario: Thomas Corradi
- Consiglieri: Agostini Mauro, Belliero Carlo, Berni Michele, Antonio Valerio Bova, Comelli Filippo, Daraio Giuseppe, Ferrari Renzo, Gnemmi Fulvio, La Verde Sebastiano, Mulazzi Enrico, Mulazzi Tito, Pavarani Luca, Segreto Raffaele, Zani Gianluca.

### Coadiutori
- Tesoriere: Francesco Mari
- Magazziniere: Renzo Ferrari

## Staff tecnico

### Staf tecnico prima squadra
- Manager: Stefano Chiuri
- Coach: Michele Berni, Filippo Comelli, Gaetano Diletto, Stefano La Rocc

### Staf tecnico Serie C1, Giovanili e Amatori
- Manager e Coach: Tito Mulazzi, Francesco Pellacini, Alessio Rinieri, Simone Leoni, Emiliano Pezzi, Alessandro Bacchi, Pedro Pablo Guerra, Riccardo Bertoli, Andrea Pacchiani, Luca Pavarani, Massimiliano Ferrai, Diego Guadagnino, Carlo Belliero, Ikhlaq Khan, Francesco Mari, Pietro Tito Ugolotti, Daniele Bottioni, Gianni Savi

## Squadre iscritte nei vari campionati 2020

### Baseball

#### Seniores
- Serie A2
- Serie C

Carega Park Rangers

#### Giovanili
- Under 18
- Allievi (Under 15)
- Ragazzi (Under 12)
- Minibaseball (otto in giù)

### Amatori
- Slow Pitch